# Humani generis
(Papa Pio XII, Humani generis, p. 1)
Humani generis è la XIX enciclica di papa Pio XII. Gli argomenti trattati sono le false nuove teorie e opinioni che stavano minacciando di sovvertire i fondamenti della dottrina cattolica.
Le opinioni e le dottrine teologiche note come Nuova Teologia o neo-modernismo e le loro conseguenze sulla Chiesa cattolica costituiscono i principali argomenti. 
Furono colpite le teologie di Yves Congar e Henri de Lubac.
Lo studio e le teorie evolutive e il loro impatto sulla teologia, costituiscono due delle 44 parti in cui l'enciclica è strutturata. Tuttavia, le posizioni teologiche definite nel 1950 da papa Pio XII, introducono una novità significativa staccando le tematiche della creazione del corpo umano da quelle dell'anima dell'uomo.